# Christine Mohrmann
Christine Andrina Elisabeth Maria Mohrmann (Groningen, 1 augustus 1903 – Nijmegen, 13 juli 1988) was hoogleraar in het Oudchristelijk Grieks en het Oudchristelijk, Vulgair en Middeleeuws Latijn aan de Katholieke Universiteit Nijmegen en de Gemeentelijke Universiteit Amsterdam, en de eerste vrouwelijke hoogleraar en pionier in de vroegchristelijke literatuur.

## Leven
Christine Mohrmann werd geboren in een rooms-katholiek gezin. Hoewel het voor katholieke meisjes ongebruikelijk was om naar het gymnasium te gaan, liet haar vader dit toe. Op het Groningse Praedinius Gymnasium begon haar liefde voor de klassieke talen. Later verhuisde ze naar Rozendaal, waar ze haar getuigschrift ontving. Na de middelbare school ging ze naar de Rijksuniversiteit Utrecht om klassieke talen te studeren. In Utrecht maakte ze kennis met Jos. Schrijnen, haar derde leermeester. Hij was voorvechter van het oprichten van een katholieke universiteit.
Op 11 oktober 1923 werd de inschrijving voor de universiteit van Nijmegen geopend, en kort daarop meldde Christine Mohrmann zich aan bij rector magnificus Schrijnen. Het studeren aan de universiteit was in die tijd niet gewoon voor meisjes. Schrijnen werd voor Mohrmann leermeester, promotor, vriend en vertrouweling tegelijk. In november 1928 haalde ze cum laude op haar doctoraalexamen. Zij was toen werkzaam als assistente op het Instituut Oude Letteren. In 1932 voltooit ze haar proefschrift, waarna ze cum laude promoveert op de kerkvader Augustinus.
Christine Mohrmann maakte de keuze voor wetenschap, terwijl de meeste katholieke vrouwen in die tijd voor het huwelijk kozen, of het klooster in gingen. Ze stond voor de emancipatie van de katholieke vrouw, omdat ze dus ondanks het katholieke geloof naar het gymnasium ging en zich toewijdde tot de wetenschap.
Mohrmann richtte haar aandacht niet volledig aan onderzoek, want ze vond het overdragen van haar kennis even belangrijk. Voor dit doel zat ze vele colleges voor en daarbij bracht ze publicaties uit die bedoeld waren voor onder andere gymnasiasten. Ook werkte ze op het Jerusalem-gymnasium in Venray en het Mater Dei-gymnasium in Nijmegen.
Schrijnen heeft zeer geprobeerd om Mohrmann benoemd te krijgen, eerst tot privaatdocent en later tot zijn opvolger. Zijn pogingen om haar als opvolger van hem te benoemen zijn echter meerdere malen mislukt. Door de innige samenwerking tussen hen gingen er geruchten dat het om een amoureuze relatie zou gaan. 
In 1937 werd ze privaatdocent Christelijk en Vulgair Latijn in Utrecht. Een jaar later overleed Schrijnen. Ook bij de derde poging kreeg ze in Nijmegen echter geen aanstelling. Hoewel paus Pius XI al ingestemd had met haar nominatie, waren de Nederlandse bisschoppen nog niet toe aan de benoeming van een vrouw tot hoogleraar.

### Tijdens en na de Tweede Wereldoorlog
Tijdens de oorlog bleef ze actief als docent. Als het door omstandigheden niet mogelijk was om op school les te geven, deed ze dat bij haar thuis. In 1943 werd ze in Utrecht tot lector benoemd. Van lange duur was dit echter niet. Steeds minder studenten kwamen op college, en ze weigerde een loyaliteitsverklaring te tekenen, waarmee een voorlopig eind aan haar officiële academische loopbaan kwam.
Om toch bezig te blijven wierp ze zich op Tertullianus. De publicatie van dit werk zou echter op zich laten wachten tot 1951. In 1944 werd de Mater Dei-school tijdelijk gesloten, waardoor ze thuis moest blijven. 
Tijdens het bombardement op Nijmegen van 22 februari 1944 werd het universiteitsgebouw in het centrum verwoest, waarbij een deel van de universiteitsbibliotheek in vlammen opging.
In het eerste decennium na de oorlog beleefde ze het hoogtepunt van haar wetenschappelijke roem. Ze werd in het buitenland bekend door haar brede netwerk en haar publicaties. Studenten van over de hele wereld woonden haar colleges bij. Mohrmann ontwikkelde zich zowel in het buitenland als in Nederland tot autoriteit op haar vakgebied. Dit was ook de reden om een leerstoel voor het oudchristelijk Latijn en Grieks op te richten, met Mohrmann als enige kandidate. In 1952 aanvaardde zij dit ambt, waarmee ze in Nijmegen de eerste vrouwelijke hoogleraar was.
Haar afscheid volgde in 1973, na een academische carrière van 35 jaar en het bekleden van leerstoelen tot haar zeventigste. In de laatste jaren van haar docentschap had ze echter niet meer kunnen aansluiten bij de jongere generatie katholieke studenten.

## Werk
Christine Mohrmann publiceerde vele werken in het Frans, Nederlands, Duits, Latijn en Engels (afhankelijk van haar coauteur, die internationaal verspreid waren).
Het werk van Christine Mohrmann ving aan in samenwerking met Joseph Schrijnen. Zij behandelden het toen nog weinig onderzochte gebied van de invloed van het christendom op het Grieks en Latijn in de eerste eeuwen van onze jaartelling, voornamelijk gericht op het Latijn, de bekende École de Nimègue. Schrijnen was begonnen met een theorie over de oudchristelijke taalgroep uit een te zetten, het zogenoemde oudchristelijk Latijn. Mohrmann heeft zijn theorie verder uitgewerkt en verspreid. Naast haar taalkundig onderzoek, schreef Mohrmann ook enkele vertalingen. Met deze vertalingen placht ze niet mee te gaan met de moderne tendens de inhoud aan de veranderde tijd aan te passen en bespotting en anachronisme waren voor haar uit den boze.
Vooral na de Tweede Wereldoorlog, in de periode dat ze gedwongen werd te vechten voor de positie van hoogleraar als vrouw, bleek Mohrmann een veelschrijfster. Mohrmann was een voorvechter voor de emancipatie van de vrouw en in het bijzonder de vrouw in de katholieke maatschappij. Deze naam heeft ze verkregen door de vele artikelen die zij schreef voor katholieke dagbladen. Mohrmann hielp mee een duidelijke (Nederlands) ondervertegenwoordiging van katholieken in de wetenschap op te heffen, en zocht ook buiten haar vakgebied naar lezers.

## Trivia
- Ze was sterk vóór vrouwen. Zo beschrijft haar college J. Engels dat zij 'afkeer van wat wij tegenwoordig de naaldvakken noemen' had.[9]
- Christine was zelf zeer succesvol op internationaal vlak dus was ze ook veeleisend voor haar leerlingen. Deze strenge lesmethode wekte bij een aantal studenten een dergelijke gedrevenheid op dat zij de 'Mohrmannclub' oprichtten. In later tijd werd dit debatgroepje het Genootschap voor Oudchristelijke Studiën.[10] De colleges die ze gaf waren goed voorbereid, vele dictaten in haar nalatenschap in de vorm van aantekeningen en verwijzende literatuur wijzen hierop.[11] Naast aantekeningen bevonden zich ook vele bewaarde brieven in de nalatenschap van Mohrmann, ze onderhield vele hartelijke relaties.[12]